# Peter Jansen Wester
Ne doit pas être confondu avec Robert Emerson Wester du U.S. Department of Agriculture 1905-1983, son fils.
Peter Jansen Wester ou Peter Johnson Wester est un agronome botaniste des plantes cultivées, auteur anglophone prolixe il est aussi un expérimentateur et un obtenteur. Il constitua des collections d'agrumes et d'avocatiers    

## Biographie
Peter Jansen est né en Suède à Arbrå, Hälsingland le 23 septembre 1877. Il est diplômé du Lycée populaire du comté de Gefleborg de Bollnäs en 1877. Il émigre aux États-Unis en 1897 et ajoute à son nom celui de Wester suivant un usage en cour chez les migrants. Il signe ses publications P.J. Wester. Il travaille dans plusieurs administrations agricoles de 1897 à 1903 dont à la station expérimentale des plantes subtropicales du ministère de l'Agriculture des États-Unis à Miami. De 1904 à 1910 il est agent spécial du Bureau of Plant Industry du Département de l'agriculture des États-Unis. Il améliore les techniques de reproduction de l'avocatier et du cacaoyer.
Sauf de 1925 à 1927 où il rentre aux USA, de 1911 à sa mort le 18 aout 1931 (à 54 ans, son biographe le décrit de santé fragile après un long voyage de collecte de plantes) il travaille au Bureau philippin de l'agriculture, il est contributeur régulier du Bulletin trimestriel du Bureau de l'Agriculture des Philippines et sera chef de la station expérimentale de Lamao, il fait divers voyage en Asie du sud-est. De 1917 à 1919 il est conseillé au Département de Mindanao et Sulu Il réalise de nombreuses introductions de plantes cultivées à Java, en Indes, il introduit la technique de la greffe en écusson pour l'avocatier , il promeut sans succès la culture de la larme-de-Job et aurait écrit 120 articles, monographies et synthèses agronomiques et horticoles.
Il épousa Augusta Anderson et ils eurent deux enfants dont Robert Emerson Wester (Miami 31 décembre 1905 - Montgomery Maryland 16 juillet 1983) auteur de Growing Vegetables in the Home Garden (1972) et Growing Vegetables in Town and City (1944).

### Citrus
Il a laissé son nom spécialement à des Citrus philippins dont il fut le primo descripteur . Sa principale  publication en 1915 dans Citrus Fruits in the Philippines (The Philippine Agricultural Review vol VIII) décrit 26 espèces et variétés d'agrumes. Parmi lesquels: Citrus excelsa Wester ou Nestour, Citrus hystrix var. boholensis Wester combava, Citrus longispina Wester Talamisan, Citrus macrophylla Wester ou Alemow, Citrus medica var. nana Wester, C. medica var. odorata Wester, Citrus miaray Wester, Citrus micrantha Wester, Citrus pseudolimonum Wester, Citrus southwickii Wester, Citrus webberi Wester ou Kalpi.

## Publications

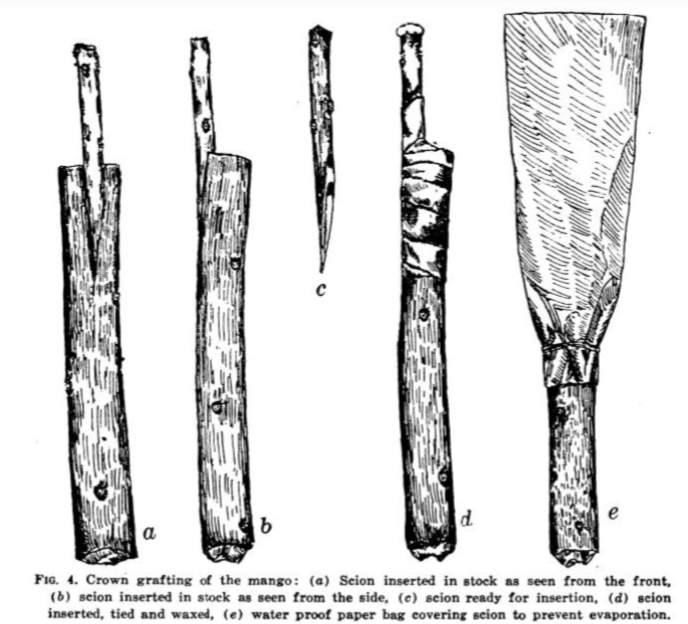
Greffe en fente sur manguier dans sa monographie de 1920.

### Livres
- (en) The coconut palm, Its Culture and Uses, with Special Reference to the Industry in the Philippine Islands. Scientific american supplements. Vol. 87 N°. 2261. p. 276. Mai 1919[9],
- (en) Citriculture in the Philippines. Manille, Bureau de l'Agriculture des Philippines, bulletin n°27, 71 p. 1913[10],
- (en) Citrus Fruits in the Philippines. The Philippine agricultural review, vol VIII, 78 p.1915[11],
- (en) (signé Peter Johnson Wester). A Descriptive List of Mango Varieties in India. Manille, Bureau de l'Agriculture des Philippines. A l'origine tiré à part du Bulletin n° 18, The mango, 70 p. 1920. Philippine agricultural review, vol. XIII, n° 4, 1921, 2009, 2013,
- (en) The Food Plants of the Philippines. Manille, Bureau de l'Agriculture des Philippines, bulletin n°39. 236 p. 1921, réed. 1924, 1925[12],

### Articles et études (Sélection)
- (P. J. Wester, special agent Bureau of plant industry) (en) Roselle : its culture and uses. Washington : U.S. Dept. of Agriculture, 16 p.. 1907[13].

- (en) Plant Propagation in the Tropics. Manille, Bureau de l'Agriculture des Philippines, bulletin n°18. 87 p.1916[14],
- (en) The mango. Manille, Bureau de l'Agriculture des Philippines, bulletin n°18. 108 p. 1920[15].
- (en) The Breadfruit a plea for the preservation of varieties. Journal of Heredity, Vol 13, N° 3, p. 129-136. Mars 1922[16],
- (en) (es) Adlay: Its Culture and Uses. Manille, Bureau de l'Agriculture des Philippines, bulletin n°130. 17 p. 1919, 1924. [larmes-de-Job],

- (en) The Rice Problems its solution as a feature of the National Development of the Philippines. Manille, Bureau de l'Agriculture des Philippines, bulletin n°39. p 155-172. 1924
- (en) The Avocado and Its Propagation. Manille, Bureau de l'Agriculture des Philippines, 15 p. 1924[17],
- (en) Rubber Culture. Manille, Bureau de l'Agriculture des Philippines, 15 p. 1925,
- (en) Mindanao and the Sulu Archipelago: their natural resources and opportunities for development . Manille, Bureau de l'Agriculture des Philippines, bulletin n° 38. 1928[18].